# Hà Thành thất thủ ca
Hà thành thất thủ ca, chưa rõ tác giả, là một trong số ít bài thơ tiêu biểu trong thời kỳ thực dân Pháp đánh chiếm Bắc Kỳ lần thứ hai (1882).

## Giới thiệu sơ lược

Quân Pháp tấn công thành Hà Nội lần thứ hai (1882).

Hà thành thất thủ ca, là một bài diễn ca lịch sử, dài 262 câu, thể song thất lục bát, ra đời ngay sau khi thành Hà Nội bị quân Pháp (do Trung tá Rivière cầm đầu) tiến đánh và thất thủ lần thứ hai (10 giờ 45 phút ngày 25 tháng 4 năm 1882). Cũng khoảng thời gian này, còn có ba bài khác cùng chủ đề, đó là: Hà Thành Chính Khí ca, Hà Thành hiểu vọng và Hà Thành thất thủ. So lại, bài Hà thành thất thủ ca phản ánh một giai đoạn dài hơn, có nghĩa là nó phản ánh tình hình rối ren cùng cảnh phố phường tan hoang, nhân dân điêu đứng khổ sở sau khi quân Pháp đã đánh chiếm tỉnh thành trên.
Qua bài, tác giả đề cao Hoàng Diệu, là vị Tổng đốc đã quyết tử để bảo vệ thành Hà Nội; đồng thời phê phán, châm biếm những quan lại hèn nhát, thái độ sợ giặc và chủ hòa của triều đình nhà Nguyễn lúc bấy giờ. Bên cạnh đó, bài ca còn phác họa bộ mặt của những hạng người hoạt đầu, cơ hội đã nảy sinh cùng với gót giày của quân xâm lược.
Trong bài có nhiều đoạn thơ dành để phê phán, châm biếm tinh thần "sợ giặc" của các tướng lĩnh Việt cũng như Thanh. Tuy nhiên, tác giả vẫn chưa cổ vũ hay nói lên được tinh thần đoàn kết, dám hy sinh, để chống lại ngoại xâm của quân dân buổi ấy, mà chỉ thấy phảng phất những tư tưởng dao động, buông xuôi, và ít nhiều còn trông đợi sự ứng cứu của ngoại bang.

## Trích tác phẩm
Trích 138 câu nói về tình hình Bắc Kỳ sau khi Hà Nội thất thủ:
| ...Quan đi cả mà còn thành lũy, Chạnh lòng người ngẫm nghĩ mà thương! Kính Thiên ngai ngự thếp vàng, Tây ngồi đánh chén với đoàn thanh lâu. Các chùa miếu đâu đâu đấy tá, Can gì Tây cũng phá tan tành? Chủ kho tượng cũng chẳng linh, Để Tây đem đốt, ra tình trêu ngươi. Kể chi hắn hại người đến thế, Hạ thành rồi chẳng để cho xây; Có người rằng: "Lũ Tây này, Khác Tây Quý Dậu mà rầy lăng nhăng". Dân xiêu lạc hỏi săng hỏi đón: "Về đánh Tây có bọn nào không?" Đồn: "Quan Tiết chế Hoàng công, Hắc Kỳ hợp với Sơn Hùng cũng đông. Đang sắm sửa hỏa công, khí giới, Tế cờ rồi ngài mới cất quân". Người ta tấp tểnh nghe dần, Bữa mai bữa mốt đại thần về đây. Đỏ như mắt cá chầy mong mỏi, Tính ngón tay đã ngoại tháng Ba; Bỗng đâu có sứ kinh ra: Tỉnh biên Đình Túc giảng hòa với Tây. Được hai bữa kéo ngay vào tỉnh, Thấy kho tàng dinh sảnh sạch không; Bàn nhau sớ tấu cửu trùng, Thấy sao nói vậy đủ trong tình hình. Kìa như kẻ học sinh cửa thánh, Hễ làm trai phải gánh cương thường; Ngán cho Đốc bộ họ Hoàng Đan tâm có một can tràng không hai. Cũng có kẻ van hoài xuất thú, Lại có người mặt ủ hờn cơm; Nhờ ai cũng dựa tiếng thơm, Tiếng gì xuân nữa mà sờm sỡ ai? Được mấy kẻ ai tài phải đạo? Đều ăn cơm mặc áo trên đời; Đến khi có việc tày trời, Trơ trơ chỉ thấy một người tận trung! Trong thế cuộc nào mong như thế, Nỗi phố phường mới kể mà nghe; Bằng nay xuân đã sang hè, Thân này đóng cửa mà nghe sự đời. Tỉnh Hà Nội những người phố xá, Chạy loạn Tây vất vả cũng thương; | Xách già ôm trẻ vội vàng, Về quê ăn tuyệt tư lương sạch rồi. Ở cũng cực, ra thời cũng cực, Tưởng bán buôn mà bức mọi bề: Bằng ai có chợ có quê, Tiện phương thương mại, tiện nghề điền viên. Cũng có kẻ quen miền phố xá, Thói quê mùa bỡ ngỡ xưa nay; Ra hài vào hán thế này, Bây giờ lại phải dãi dày tuyết sương. Xưa chạy loạn, nay đương chạy loạn, Khúc ngày xưa khác đoạn ngày nay; Có quan đi giữ dẹp Tây, Nay quan chẳng thấy, loạn này bao yên? Rạng nghe đóng trên miền Dày, Kẻ, Mai lại nghe ở Vẽ, ở Vòng; Lại nghe mới bước đến Phùng, Lại nghe Ngài đóng ở vùng Thanh Oai. Nghe đồn tiếng rằng Ngài phủ Lý, Huyện Nam Xang quân thủy đóng thuyền; Đồn rằng Ngài ở Tam Tuyên Hắc kỳ vừa tới, Thanh biền vừa qua. Thôi thôi hẳn Ngài đà đãi chí, Hễ mà nghe thánh chỉ mần răng; Cho nên việc phải dùng dằng, Hết ngồi mà sợ, hết nằm mà lo! Quan ta chứa các kho tiền thóc, Mong làm hòa dở khóc dở van; Sớ ra giục giã các quan, Tây thì khẳng khái biết bàn làm sao? Tòa thất thủ, xiềng trao già tỏa, Phải lai kinh tra đã, không tha; Loanh quanh ta lại với ta, Kính Thiên Tây ở thế mà điềm nhiên! Đồn: Tàu Khách sang miền Tây Bắc, Làm rọ nhiều hẳn bắt đoàn Tây; Mấy mươi đinh kéo đến đây, Những là mong mỏi mà rày thấy đâu! Hay các chú phá tàu Đông Hải, Còn quay về đóng lại mới sang? Mau mau cứu lấy Đại Nam, Gạo đong hầu hết, củ lang không nhiều! Lúa ngô gạo nếp đều vét sạch, Vận Bắc Kỳ có bách hay không? Sự hòa còn nói viễn vong, Một nhà ba chủ biết trông chủ nào? | Chuyện lúng túng làm sao thế ấy? Mãi thế này những thấy bét be; Nực cười kể chuyện lè nhè, Người cùng tìm cách chở che qua ngày. Đàn bà phải lấy Tây cũng bức, Dẫu rậm râu mạnh sức cũng liều; Người Nam lớn bé bao nhiêu, Ở hầu làm bếp cũng đều làm ăn. Cô thống sát, thông năm vô số, Vợ quan Tây bà cố chan chan; Võng đào giày thắm nghênh ngang, Mới hôm nọ đã bà quan tềnh tàng! Phường nhà bếp nghênh ngang đi phố, Áo quần Tây lăng lố thông ngôn; Nay tàu lên Hạc lập đồn, Làm thêm thương chánh bán buôn cho nhiều. Rày nghe tiếng Thiêu triều đến Quán, Từ Vân Nam mấy vạn kéo sang, Bắc Ninh với lại Tuyên Quang, Quảng Yên, Thái, Lạng vô vàn Thanh quân. Xin cứu lấy nước Nam dành báo, Có tờ thư thu gạo cho nhiều; Sứ dân: "Định giá bao nhiêu, Thuận mua, vừa bán, Thiên triều trả cho!" Sơn, Hưng, phải làm kho chứa sẵn, Lưỡng biên giang cứ thẳng kéo về; Tỉnh thành cho chí chợ quê, Chỉ lo chết đói mà mê mẩn người. Còn dũng tráng trêu ngươi bặng nhặng, Người làm công, thằng thẳng lưng xơi; Nghĩ buồn Nam Việt sự đời, Những ăn hà tiện, của thời cho ai! Nay Tây cậy có tài thiện thủy, Đường sơn lâm hẳn bí kế thôi; Tàu bè ngược ngược, xuôi xuôi, Lên Hưng, Sơn đoạn lại hồi Trường Tây. Chú Khách cậy quân này thiện bộ, Dòng Nhị Hà hắn đố dám qua; Đi đâu quanh quẩn thế mà? Hết Lâm, Đoan lại Bảo Hà, sông Ngâu. Hai bên cứ giữ nhau thế mãi, Hay sợ hơi, có phải hay không? Bên e tráo phá thần công, Bên e cờ úp thung trồng đắm ngay. Sao mà giữ mãi thế này? Tây thì Hà Nội, Ngô rày Sơn, Hưng.) |

## Thông tin thêm
Hà Thành Chính Khí ca, Hà thành thất thủ ca và Hà Thành hiểu vọng là ba bài thơ tiêu biểu trong thời kỳ thực dân Pháp đánh chiếm Bắc Kỳ (Việt Nam) lần thứ hai (1882). Sau đây là bài Hà Thành hiểu vọng:
Bốn bề hàng phố tiếng xôn xao,
Giở dậy mà xem những thế nào?
Lục sở bày trò trong rạp tối,
Tam tài cờ cắm ngọn thành cao.
Giày Tàu bít gót, Ngô đi bãi,
Váy lĩnh phơi trôn, đĩ rửa hào.
Nhuốm, vện, khoang, vằn…vô số chó,
Ra tuồng đắc ý chạy xôn xao.